# Ambrault

Ambrault este o comună în departamentul Indre, Franța. În 1 ianuarie 2022 avea o populație de 887 de locuitori.